# Mollie Jepsen
Mollie Jepsen (West Vancouver, 17 settembre 1999) è una sciatrice alpina canadese paralimpica, vincitrice di 6 medaglie alle Paralimpiadi di sci alpino, nel 2018 e nel 2022, dove è stata la portabandiera del Canada alla cerimonia di chiusura.

## Biografia
Jepsen è nata a West Vancouver, nella Columbia Britannica, senza le dita della mano sinistra, ma con una parte del pollice e del mignolo. Ha imparato a sciare all'età di due anni e ha anche preso lezioni di ginnastica. Ha frequentato la scuola secondaria di West Vancouver, dove si è diplomata nel 2017.
A settembre 2018, al ritorno nella Columbia Britannica dal campo di addestramento estivo del Team Canada in Cile, le è stato diagnosticata la malattia di Crohn.

## Carriera
Dopo aver seguito le Olimpiadi invernali del 2010, ha deciso di iniziare a sciare a livello agonistico, entrando a far parte del Whistler Mountain Ski Club. Si è strappata il legamento crociato anteriore destro nel 2011 e nuovamente all'età di 15 anni.
Nonostante l'infortunio, è stata selezionata per competere nella nazionale canadese durante la stagione 2018-19. Si è qualificata per le Paralimpiadi Invernali 2018 a PyeongChang, in Corea del Sud, dove ha vinto la sua prima medaglia d'oro nella supercombinata, una medaglia d'argento nello slalom e due medaglie di bronzo nella discesa libera e nello slalom gigante.
È stata nominata Atleta femminile para-alpina dell'anno agli Audi 2018 Canadian Ski Racing Awards  e miglior atleta femminile ai Canadian Paralympic Sport Awards 2018.
Ha vinto la medaglia d'oro nella gara di discesa libera femminile alle Paralimpiadi invernali del 2022 tenutesi a Pechino, in Cina.

## Palmarès

### Paralimpiadi
- 6 medaglie:
  - 2 ori (supercombinata e discesa libera in piedi a Pyeongchang 2018)
  - 2 argenti (slalom speciale a Pyeongchang 2018; slalom gigante a Pechino 2022)
  - 2 bronzi (discesa libera e slalom gigante a Pechino 2022)

### Campionati mondiali
- 1 medaglia:
  - 1 argento (supergigante in piedi a Kimberley 2018)[14]

## Premi e riconoscimenti
- Atleta para-alpina femminile dell'anno (2018)
- Miglior atleta femminile ai Canadian Paralympic Sport Awards (2018)